# Биньовце
Биньовце (словац. Bíňovce) — село, громада округу Трнава, Трнавський край. Кадастрова площа громади — 7.79 км².
Населення 672 особи (станом на 31 грудня 2020 року).

## Історія
Биньовце згадується 1330 року.

## Населення
| Рік:            | 1994. | 2004.   | 2014.   | 2024.   |
| --------------- | ----- | ------- | ------- | ------- |
| Кількість осіб: | 647   | 654     | 663     | 639     |
| Різниця:        |       | +1,08 % | +1,37 % | -3,61 % |

| Рік:            | 2023. | 2024. |
| --------------- | ----- | ----- |
| Кількість осіб: | 639   | 639   |
| Різниця:        |       | +0 %  |